# Elektromobil

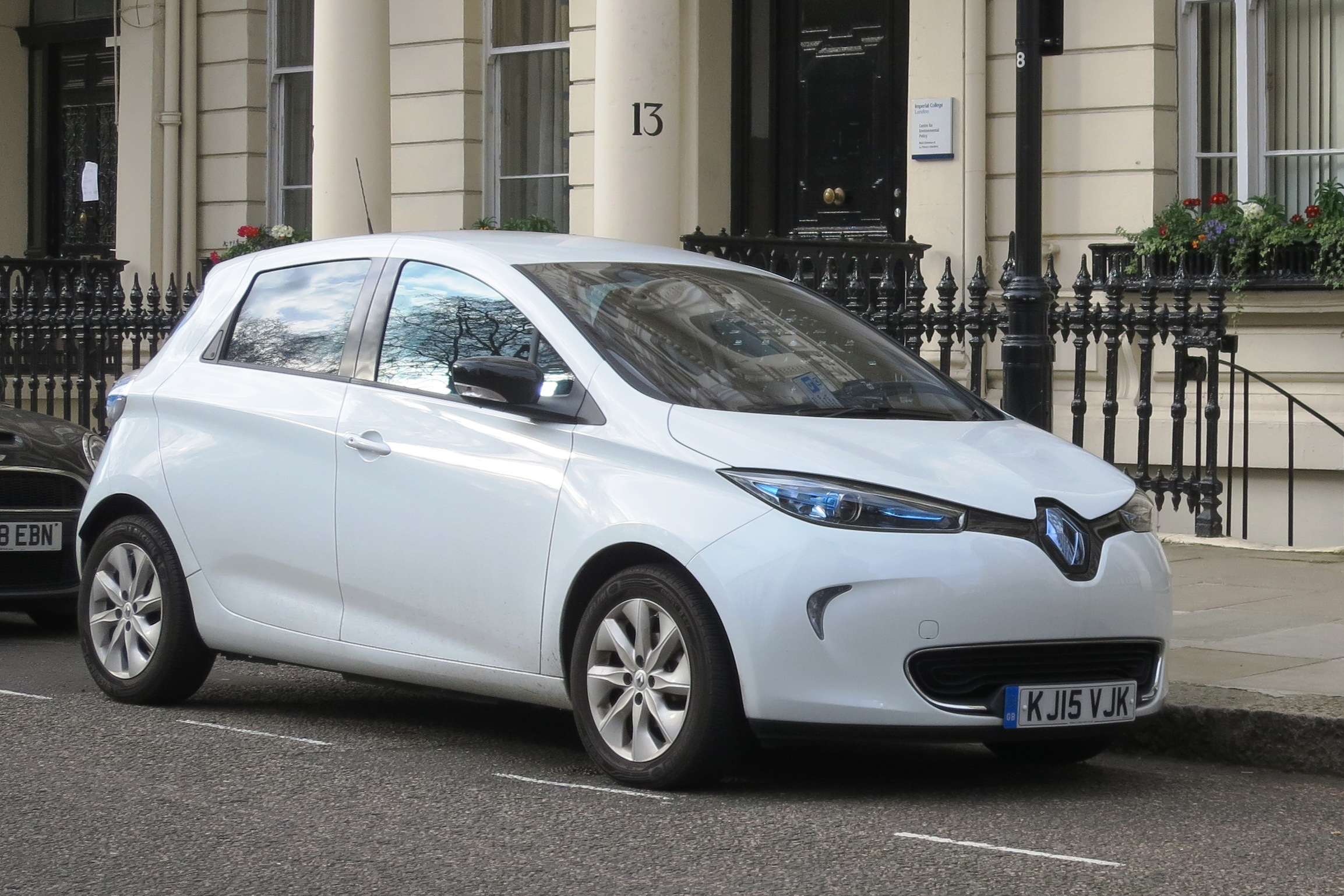
Renault Zoe s dojezdem 400 km na jedno nabití (41 kWh baterie) byl nejprodávanější elektromobil v Evropě v roce 2017

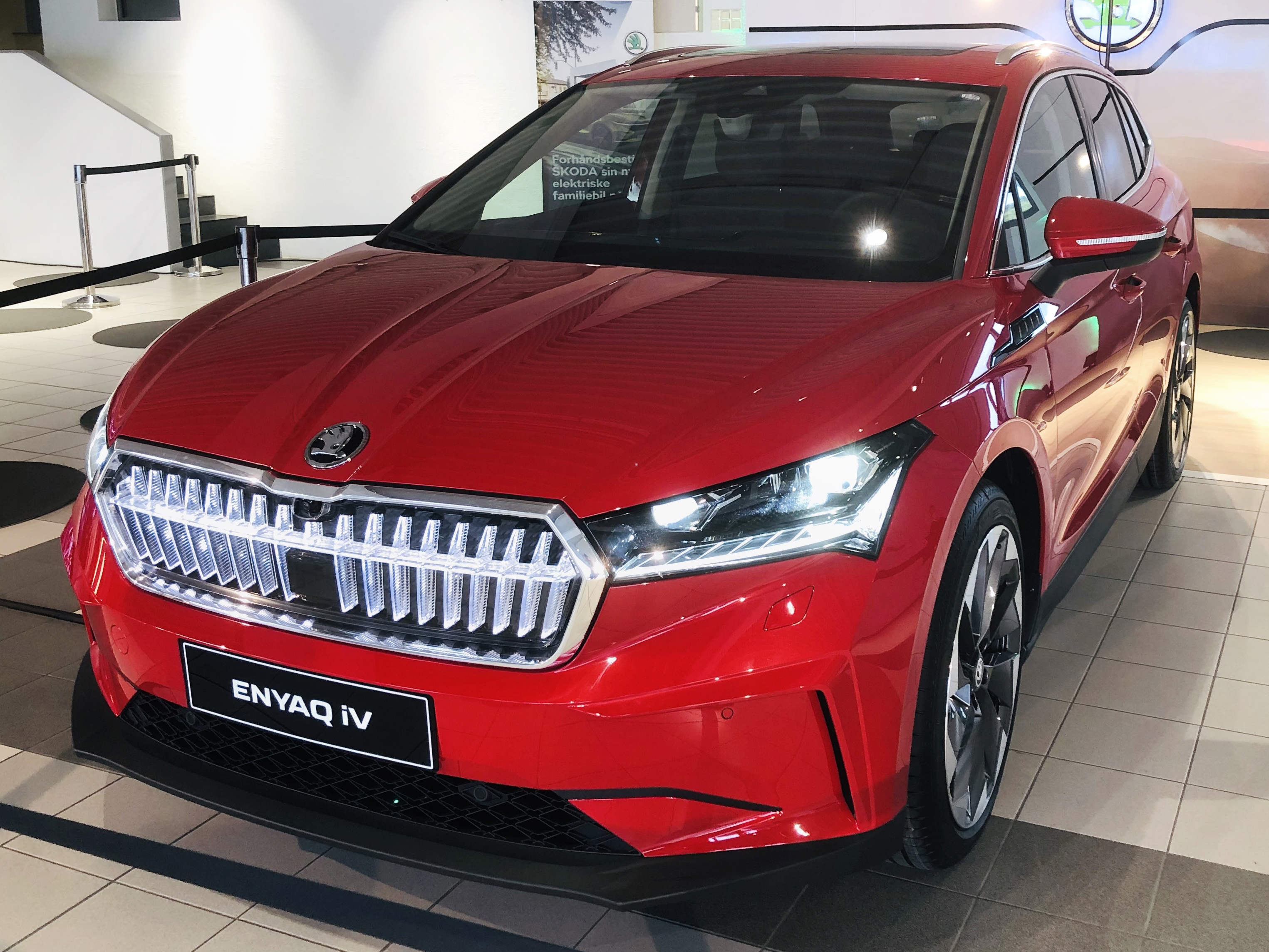
Škoda Enyaq s 83 kWh kapacitou baterie, výkonem 225 kW ze dvou elektromotorů do všech čtyř kol a dojezdem 500 km je v prodeji od roku 2020.

Elektromobil, elektroauto nebo elektrické vozidlo (EV) je motorové vozidlo na elektrický pohon. Pro skladování energie využívají běžné elektromobily obvykle baterie, existují však alternativy jako vodíkové palivové články. Baterie lze nabít v dobíjecí stanici nebo ze standardní elektrické zásuvky v budovách, garážích a parkovištích. Na kapacitě baterie elektromobilu závisí jeho dojezdová vzdálenost.
Díky dlouhodobě se snižující ceně a zvyšující se kapacitě lithium-iontových baterií, dle deníku The Economist nahradí elektromobily během 21. století spalovací motory. Elektromobilita je spolu s obnovitelnou energií součástí dopravní infrastruktury, jež pomáhá zmírnit změny klimatu způsobené vlivem člověka. Světoví výrobci včetně evropských Volkswagen Group (a Škoda Auto), Daimler AG (Mercedes-Benz), BMW, Renault, Volvo Cars, americká Tesla, Ford a General Motors, japonský Nissan, Toyota, Mazda korejské Hyundai, Kia, a také čínští výrobci zahájili svoje elektrifikační strategie a přechod vývoje a výroby ze spalovacích motorů na bateriové elektromobily.

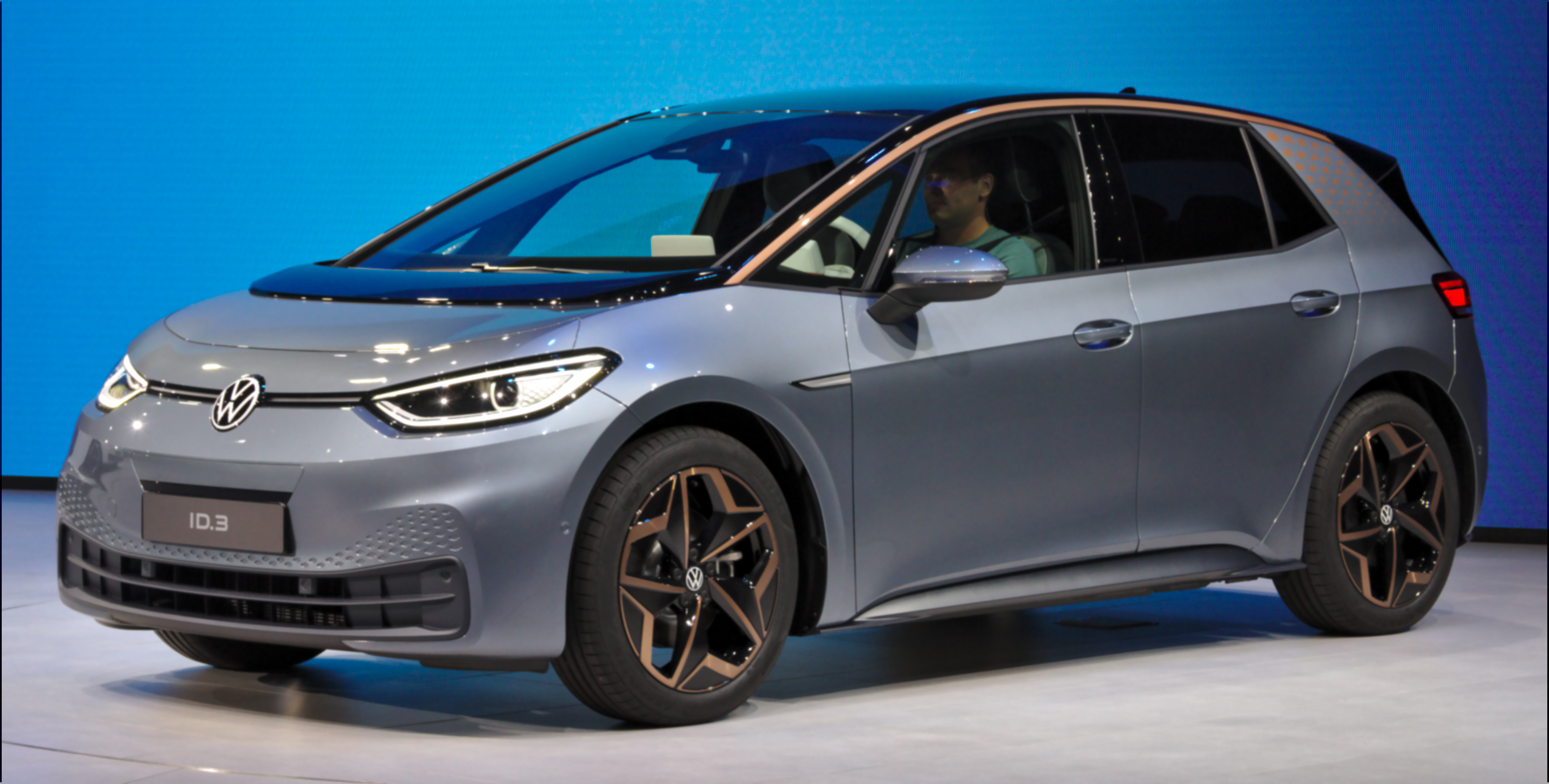
Volkswagen ID.3

## Historie

### Počátky elektromobility

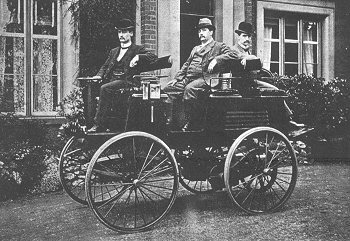
Elektromobil v Anglii v roce 1895

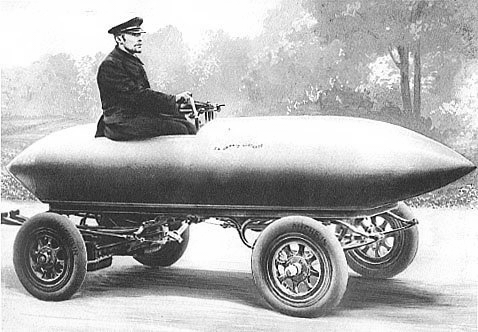
Elektromobil La Jamais Contente (1899), první silniční dopravní prostředek, který dosáhl rychlosti přes 100 kilometrů za hodinu

Za historicky první elektromobil je považován vůz sestavený holandským profesorem Sibrandusem Stratinghem a jeho asistentem Christopherem Beckerem roku 1835, tedy přibližně 50 let před prvním automobilem se spalovacím motorem. Belgičan Camille Jenatzy překonal s elektromobilem La Jamais Contente ve tvaru připomínajícím doutník 29. dubna 1899 jako první na světě rychlost 100 km/h. Na počátku 20. století jezdilo v USA více elektromobilů než automobilů se spalovacím motorem. Poskytovaly totiž komfort a snadné ovládání. Klasické automobily se musely startovat klikou, byly velmi hlučné a složité na údržbu. Vše změnil až vynález elektrického startéru a hlavně sériová výroba modelu T Henryho Forda, který vytlačil elektromobily svou spolehlivostí, větším dojezdem a nízkou cenou. V roce 1902 zlepšil Thomas Edison baterii elektromobilů. Tou dobou je slovo elektromobil nejčastější (i častější než v době 100 let poté).
Mezi první elektromobily vyvinuté na území českých zemí patří elektromobil Františka Křižíka z roku 1895 poháněný stejnosměrným elektromotorem o výkonu 3,6 kW napájeným olověným akumulátorem se 42 články. Ve svém třetím modelu s názvem Landaulet Křižík použil dva elektromotory o výkonu 2,2 kW, které byly umístěny v zadních kolech.

### Dvacáté století
Další vzestup zájmu o elektromobily způsobily energetické krize v letech 1970 a 1980. V Československu byl elektromobil (s názvem EMA) vyvinut v roce 1971, tento projekt byl však na pokyn vládnoucí garnitury zastaven. V 90. letech 20. století se v Evropě začaly sériově vyrábět elektromobily značek Citroën, Fiat, Peugeot, Renault a dalších. Z důvodu vysoké pořizovací ceny je provozovaly převážně velké státní podniky a instituce. Několik desítek těchto vozidel jezdí dnes v ČR a jsou převážně majetkem členů občanského sdružení Elektromobily.
Prvním novodobým prototypem v Československu byla tzv. Škoda Shortcut. Shortcut byl vyroben firmou EKOLO-Jaromír Vegr pro švýcarského zákazníka firmu SUNEL-Thomas Dinkel. Byl vyroben v jediném exempláři zkrácením karoserie Škoda Favorit vpředu i vzadu dle pokynů designera Václava Krále. Osazen byl sériový indukční motor převinutý na napětí 120 V a regulátor fy BRUSA (CH). Na vývoji elektromobilů se podílel i pobočný závod Škody Plzeň - Škoda Elcar v Ejpovicích na počátku 90. let 20. století. Zde bylo vyrobeno několik stovek vozidel Eltra na základě objednávky pana Bruno Frideze ze Švýcarska. Dalším vyvíjeným modelem byla Tatra Beta.
V roce 1990 pod mandátem nulových emisí státu Kalifornie v USA představila řada světových výrobců vlastní moderní elektrizovanou řadu vozidel. Jedná se například o tyto modely: General Motors EV1, Ford Ranger EV nebo Toyota RAV4 EV. Legendární EV1 byl na rozdíl od ostatních již od počátku koncipován jako elektromobil (ostatní byly přestavby běžných modelů). Legislativa zvýhodňující elektromobily byla záhy soudně napadena automobilkami a patřičné zákony byly zrušeny. Jelikož byla tato vozidla pronajímána, mohla být po skončení smluv stažena z provozu a následně byla z velké části zlikvidována. Několik málo kusů EV1 skončilo v muzeích, avšak nepojízdná, bez baterií, motoru i řídící elektroniky.

### Elektromobilová revoluce a růst

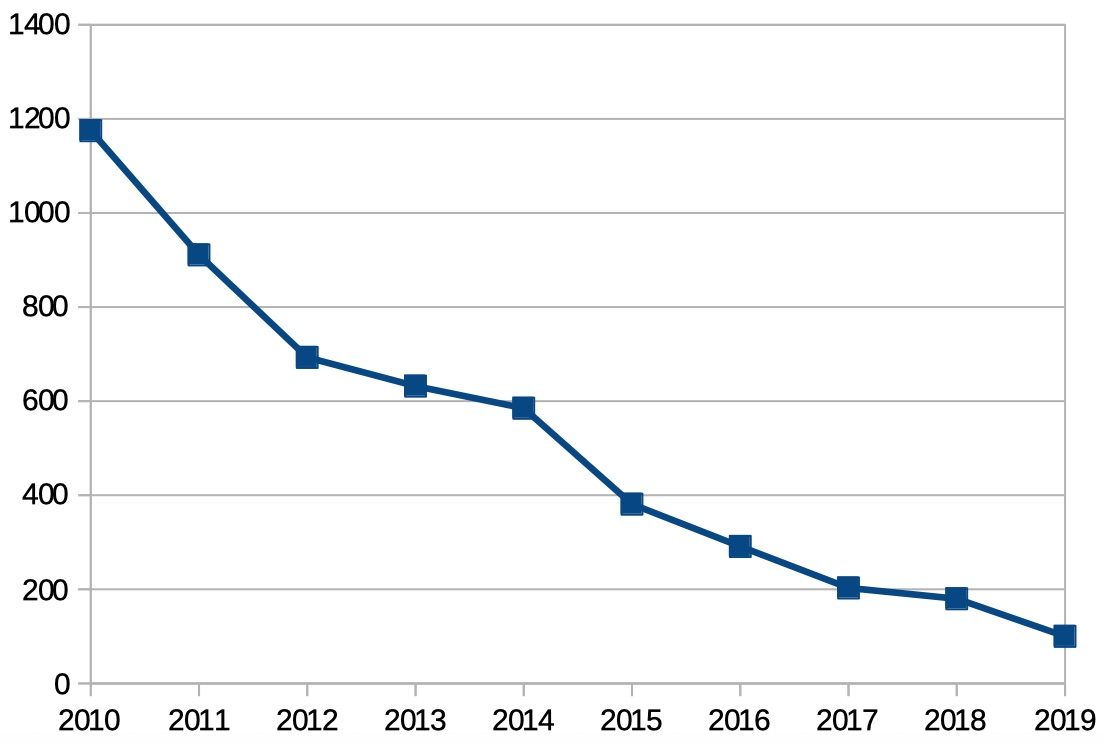
Pokles ceny akumulátorů umožnil dostupnost elektromobilů

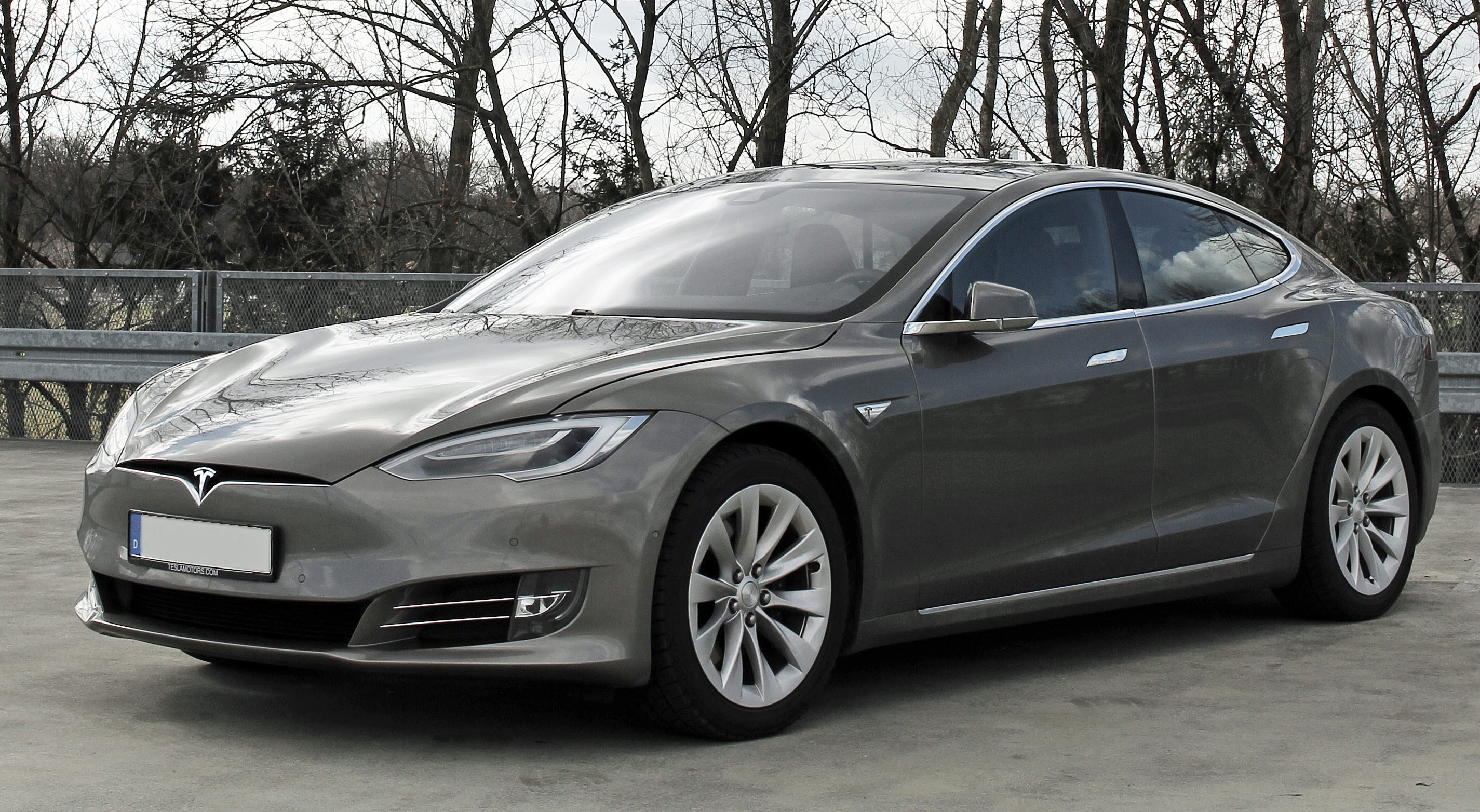
Elektomobilovou revoluci iniciovala americká automobilka Tesla vedená podnikatelem Elonem Muskem

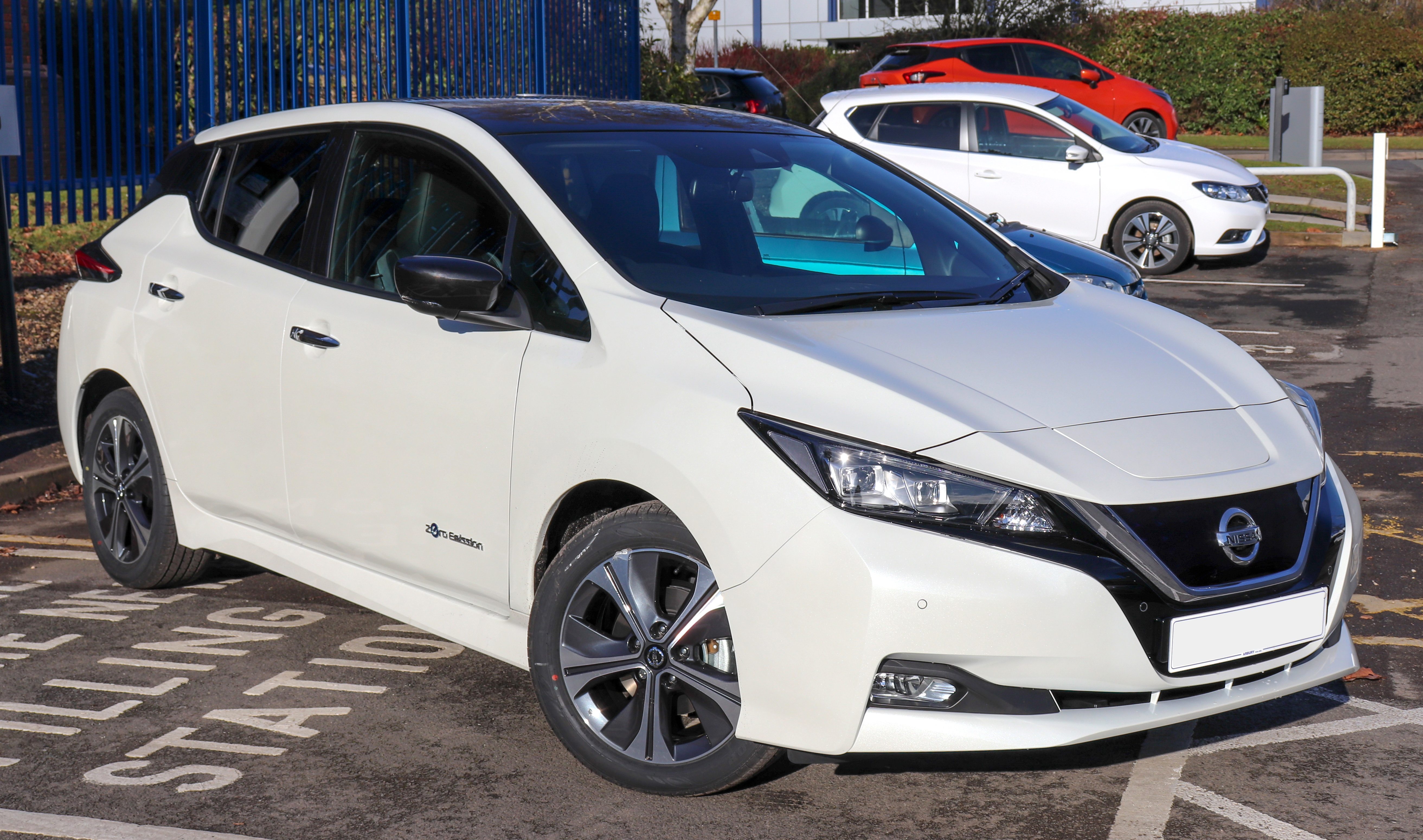
Nissan Leaf

Elektromobily byly v ústraní až do roku 2008, od kdy jejich prodeje postupně rostou. V roce 2015 společnost BMW oznámila, že bude elektrifikovat všechny své vozy během dalších 10 let.
Elektromobilovou revoluci iniciovala v desátých letech 21. století americká automobilka Tesla vedená jihoafricko-americkým inženýrem Elonem Muskem, který využil štědrou podporu pro elektrické vozy v USA.
V roce 2017 tvořily elektromobily 1 % světového prodeje automobilů. V roce 2018 zhruba 4,6 %, v roce 2023 činil celosvětově podíl elektromobilů a plug-in hybridů 18 %. Díky dlouhodobě se snižující ceně a zvyšující se kapacitě lithium-iontových baterií Mezinárodní agentura pro energii v roce 2024 odhadovala, že celosvětový podíl elektromobilů a plug-in hybridů překročí 50 % kolem roku 2035.
Řada zemí zavedla budoucí datum, od kterého bude zakázán prodej spalovacích automobilů za účelem snížení znečištění výfukovými plyny a závislosti dopravní infrastruktury na fosilních palivech. U Spojeného království a Francie je to např. rok 2040, v Německu vláda plánuje konec prodeje spalovacích motorů na rok 2030. V Norsku činil v roce 2023 podíl elektromobilů a plug-in hybridů 93 % z prodejů nových automobilů.
Roku 2023 schválil Evropský parlament, že nové automobily musejí být od roku 2035 bezemisní. Zelená dohoda pro Evropu plánuje postupný přechod na elektromobilitu v členských státech Evropské unie. Neúspěšný přechod na výrobu elektromobilů by mohl ohrozit evropský automobilový průmysl.

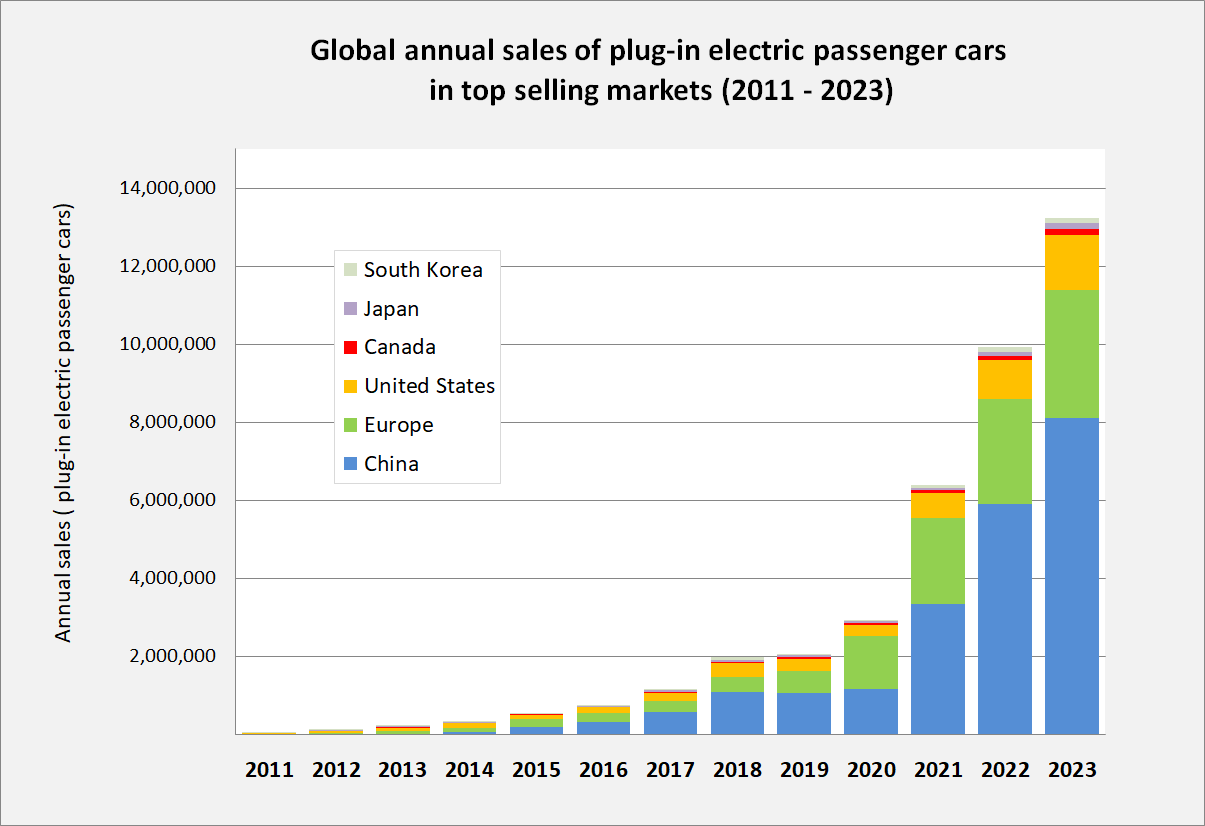
Exponenciální růst prodejů nabíjecích automobilů v největších trzích od roku 2011

Velký výrobce automobilů na světě, Volkswagen Group, jehož součástí je Škoda Auto, oznámil v roce 2017 postupný přechod ze spalovacích motorů na elektromobily a také, že všech 300 modelů všech dvanácti značek budou mít elektrickou verzi do roku 2030. Daimler AG, BMW, Nissan, Toyota, Mazda, Hyundai, Kia, Renault, Volvo Cars, Ford, General Motors a čínští výrobci zveřejnili do roku 2017 svoje vlastní elektrifikační strategie.
V roce 2023 vyráběla Čína více než polovinu všech elektromobilů na světě. Čína také ovládla produkci baterií do elektromobilů. Podíl elektromobilů a plug-in hybridů činil v Číně roce 2023 38 % z prodejů nových automobilů.

## Charakteristika
Celkové náklady vlastnictví automobilu (TCO - Total cost of ownership) se skládají z ceny při nákupu vozu, nákladů na provoz (cena pohonných hmot, provozních kapalin, pneumatik, ale i oprav) a částky, o kterou se sníží hodnota vozu (vlivem stárnutí a opotřebení).

#### Nákup vozu
Tržní pořizovací cena elektromobilů je vyšší než srovnatelného spalovacího auta. Kvůli vývoji cen na komoditním trhu se nepotvrdil předpoklad, že celková cena vlastnictví elektromobilu (zahrnující pořizovací cenu, údržbu a provoz - elektřina/palivo) bude nižší než cena vlastnictví spalovacích automobilů. Nepotvrzuje se zatím předpoklad studie společnosti Bloomberg, že elektromobily budou mít nižší pořizovací cenu již v roce 2025 nebo 2024. 

#### Provozní náklady
Elektromobily mají nižší náklady na palivo, jejich provozní náklady zvyšuje zejména omezená životnost baterie a tím náklady na její amortizaci (tj. nutnost koupě nové baterie po určité době). Například Tesla Model 3 s pohonem zadních kol má záruku na baterii 8 let nebo 160 000 kilometrů (podle toho, co nastane dříve), přičemž „minimální kapacita baterie se po dobu záruky zachová přinejmenším na 70 % a cena nové baterie je kolem 400 000 Kč (ceny u jiných vozů mohou být nižší). Emisní norma Euro 7 bude požadovat u elektromobilů minimální kapacitu baterie 72 % 8 let od začátku životnosti nebo 160 tis. ujetých km. Ve Spojeném království činil v letech 2005 až 2022 průměrný nájezd automobilů za celou dobu jejich životnosti 187 tis. km u benzínových automobilů, 257 u dieslových, 337 u hybridních a 200 u elektromobilů.

#### Náklady na ujetí 1 km
Elektromobil spotřebuje na ujetí 100 km vzdálenosti zhruba 12 až 16 kWh elektřiny. Dle studie z roku 2018 vychází provoz elektromobilu bez započtení amortizace baterie zhruba na 0,36 Kč na 1 km, ve srovnání s naftovým a benzínovým autem, jenž stojí 1,53 Kč, respektive 1,76 Kč na 1 km. Jiná studie z roku 2017 udává náklady na provoz elektromobilu na 0,35 až 0,4 Kč za 1 km. Náklady bez amortizace baterie jsou u elektrického autobusu 2 Kč, u naftového autobusu pak 9 Kč. Do nákladů na ujetí 1 km je však nutné započítat ještě navíc amortizaci baterie, která je ve vzorovém příkladu (Tesla Model 3 na 160 000 km s cenou baterie 400 000 Kč) při maximálním možném nájezdu 2,50 Kč/km (při nižším nájezdu je amortizace vyšší). Ceny baterií se u různých výrobců liší.

### Skladování energie
Cena lithium-iontových baterií se mezi lety 2010 a 2016 snížila o 73 % z 1000 dolarů za kilowatthodinu (kWh) kapacity na 273 dolarů za kWh, a dále se snižuje s odhadovanou cenou 74 dolarů za kWh kapacity na rok 2030.

#### Lithium-iontový akumulátor

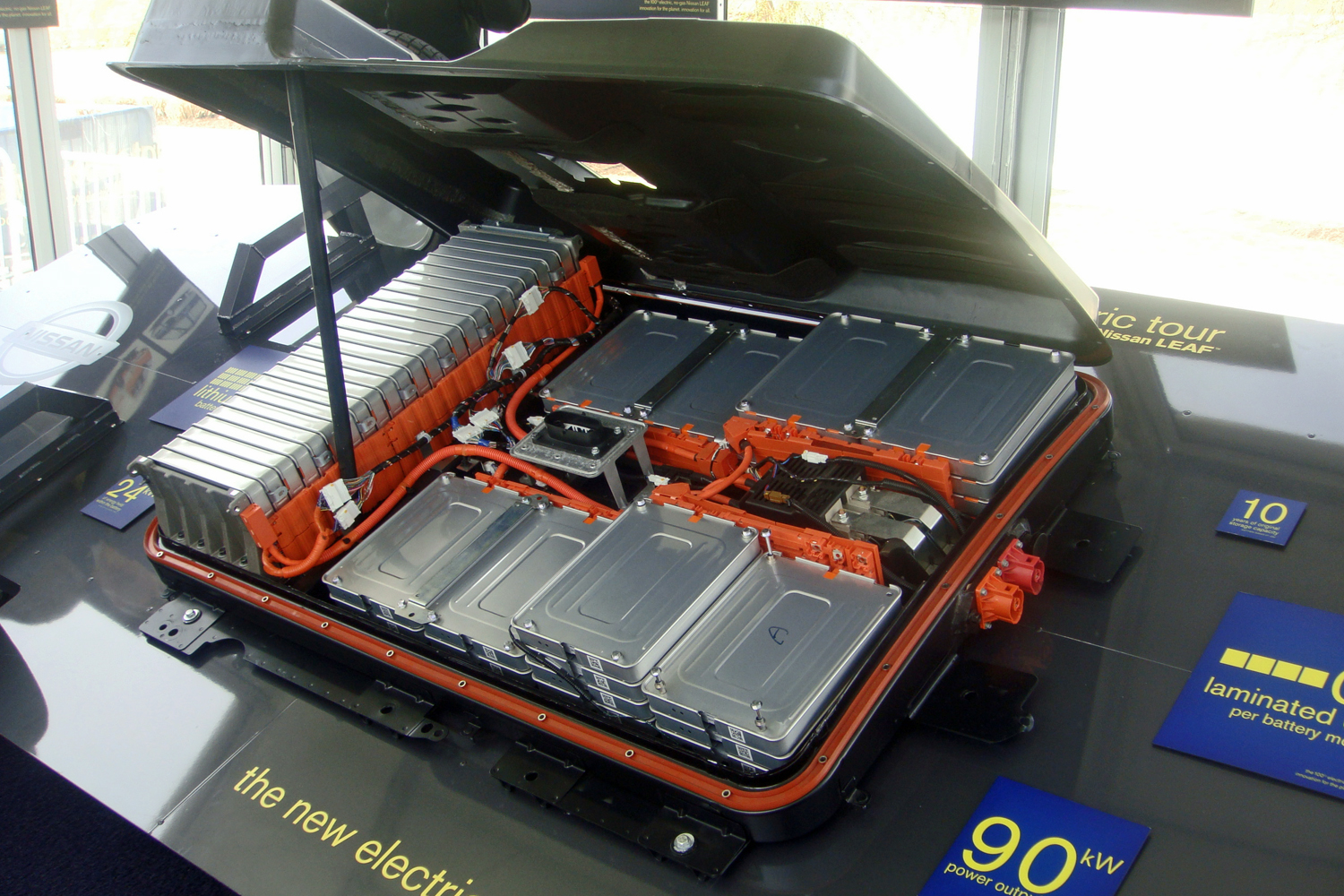
Baterie elektromobilu Nissan Leaf

Moderní elektrická auta používají převážně lithium-iontové baterie ke skladování energie použité k pohonu svých elektromotorů, díky jejich vlastnostem jako cena, kapacita, rychlost nabíjení a energetická účinnost. Mimo to jsou vyvíjené i další formy skladování energie, které lze použít pro pohon elektrických aut. Většina výrobců uvádí, že se při nabíjení nesmí nechat bez dozoru. Tím se výrobce elektromobilu vzdává zodpovědnosti za případný požár, pokud celou dobu nebude nabíjení pod dozorem.

#### Pevný akumulátor
Mezi nové technologie, u kterých se očekává komerční využití v automobilovém průmyslu, patří pevný akumulátor (tj. baterie s elektrolytem v pevném skupenství). Aktivní výzkum pevných baterií probíhá u několika výrobců a jejich vlastnosti mají umožnit dále zvýšený dojezd elektromobilů a značně snížená doba nabíjení. Širší komerční využití lze očekávat nejdříve během dvacátých let 21. století. Mezi automobilky, jež investovaly do vývoje komerčních pevných baterií před rokem 2018, patří Volkswagen, BMW, Toyota a Hyundai.

#### Palivové články
Palivové články skladující energii v podobě vodíku jsou vyvíjeny jako alternativa k bateriím, avšak kvůli jejich nižší energetické efektivnosti a náročnosti výstavby infrastruktury pro výrobu a čerpání vodíku (ve srovnání s všudypřítomností elektrické sítě) se nedostaly do popředí automobilového průmyslu. Pro vývoj pohonu s využitím vodíku také lobbovaly ropné společnosti, neboť vodík lze získávat přímo z fosilních paliv. Mezi několik výrobců, kteří kromě bateriových elektromobilů prodávají také elektromobily s vodíkovými palivovými články v roce 2018, patří Toyota Honda a Hyundai. Jeden z hlavních zastánců vodíkových automobilů – Japonský výrobce Toyota – oznámil v červnu 2019, že na základě poptávky po bateriových elektromobilech orientuje Toyota svou výrobu na elektrifikaci skrze lithium-iontové baterie.
Některá elektrická vozidla používají jako palivo methanol nebo ethanol (biolíh), případně ve směsi s vodou. Z paliva se nejprve pomocí vodní páry odštěpí vodík a ten pak vstupuje do palivových článků, které vyrábí elektrickou energii. Nevýhodou tohoto řešení je vznik nízkého množství oxidu uhličitého (ten se ale může spotřebovávat při výrobě paliva), výhodou je naopak to, že odpadá složitá manipulace s vodíkem.
Nissan plánuje do roku 2020 uvést na trh automobil na ethanol, který používá palivové články s tuhými oxidy. AIWays ve spolupráci s Rolandem Gumpertem a SerEnergy představili v roce 2018 první elektrické auto na methanol.

### Emise
Emise produkované jakýmkoli automobilem během jeho životnosti je třeba rozdělit na emise
- z vlastní výroby automobilu (včetně akumulátoru)
- z provozu automobilu (emise pocházející z výroby a distribuce energie či paliv, náhradních dílů a provozních kapalin)
- z likvidace automobilu

#### Z výroby
Výroba baterie vytváří dle studie z roku 2017 zhruba 150 až 200 kg ekvivalentu CO2 za kilowatthodinu kapacity, což pro elektromobil se 100 kWh baterií (odpovídající luxusnímu automobilu) znamená 15 až 20 tun ekvivalentu CO2, Autoři reportu dále zdůrazňují, že technologie pro výrobu baterií se rapidně vyvíjí ve prospěch bezemisní výroby a mimo to lze při výrobě baterií použít obnovitelnou či jadernou elektřinu, jež značně snižuje emise při výrobě baterií. Výroba nového spalovacího auta podle informace z roku 2010 má uhlíkovou stopu zhruba 6 tun (u miniauta) až 35 tun CO2 (u luxusního automobilu). Podle zprávy z 2017 výroba průměrného elektromobilu vytvoří kolem 8,8 tuny CO2, z čehož necelá polovina spadá na baterii; výroba průměrného spalovacího auta vytvoří kolem 5,6 tun CO2.
Celý cyklus elektromobilu může reálně být kratší, takže emise z výroby elektromobilů mohou být o to větší pro daný stejný časový úsek použití.

#### Z provozu
Elektromobily neprodukují svým provozem výfukové plyny a i se započítáním výroby elektrické energie ze „špinavějších“ zdrojů (např. hnědé uhlí) je v USA jejich bilance vlivu na životní prostředí lepší, než u automobilů se spalovacími motory. Je však třeba započítat,že eletromobil se používá méně než auto se spalovacím motorem. Firma ČEZ roku 2015 předpokládala, že v roce 2020 budou elektromobily dobíjené z běžné sítě nepřímo vypouštět do ovzduší o 73 % méně emisí CO2 (44 g/kWh) než běžný automobil B-segmentu (164 g/kWh). V roce 2008 to bylo o 42 % méně (95 g/kWh).
Dle studie z roku 2017, i v případě, že je elektroauto nabito elektřinou vytvořenou pouze spalováním fosilních paliv, tak je pro jeho jízdu potřeba značně menší množství fosilních paliv než u spalovacího motoru, neboť spalovací motor použije o třetinu více energie na jednotku ujeté vzdálenosti než výroba elektřiny z fosilních paliv a následné nabití a jízda elektromobilem. V případě nabíjení elektřinou z jaderných i obnovitelných zdrojů jsou emise skleníkových plynů a uhlíková stopa téměř nulové. The Guardian uvádí, že v roce 2020 se očekává, že za ujetý kilometr přímo a nepřímo benzinové auto vytvoří 125 gramů CO2, elektromobil nabitý elektřinou vyrobenou pouze spalováním ropy vytvoří 91 gramů CO2, elektromobil nabitý z energetického mixu EU 57 gramů, z jaderných zdrojů vytvoří 2 gramy CO2 a elektromobil nabitý z obnovitelných zdrojů nemá provozní emise.
Evropská agentura pro životní prostředí roku 2016 vydala zprávu, podle které emise CO2 z paliv na výrobu průměrného energetického mixu EU použitého při jízdě elektromobilem jsou nižší než emise CO2 vytvořené v průměru provozem spalovacích automobilů na kilometr jízdy.

#### Z likvidace
Problematika recyklace baterií zatím není dostatečně řešena.

#### Celkově
Elektromobily během svého životního cyklu mohou produkovat více ekvivalentu uhlíkových emisí než automobily se spalovacím motorem. Celkové emise elektromobilů a aut se spalovacími motory jsou totiž srovnatelné při energetických emisích 500 g/kWh. V květnu 2022 vydal Green NCAP první část studie LCA: Jak udržitelné je vaše auto, podle které má nejnižší emise v celkovém životním cyklu Škoda Octavia Combi s dieselovým motorem 2,0 TDI, která se umístila z 61 vozů na prvním místě i před plně elektrickými i hybridními automobily (včetně malého elektrického Fiat 500e). NCAP ve výpočtech vycházel z předpokladu, že dané vozy jsou provozovány po dobu 16 let, během kterých najedou 240 tisíc kilometrů.[chybí lepší zdroj] Proto je ekologické nakupovat ojeté elektromobily. Nepotvrdily se tak zatím dřívější předpoklady až polovičních emisí skleníkových plynů elektrických vozů oproti vozům spalujícím fosilní paliva vydaných v předchozích letech. Nadpoloviční jsou emise elektromobilů ale například v Polsku. Nadpoloviční jsou i v Číně či Indii.

#### Další druhy emisí
Řada světových měst řeší čistotu ovzduší (například emise oxidů dusíku) ve prospěch veřejného zdraví obyvatel postupnými zákazy vjezdu dieselových a benzínových aut, což se nevztahuje na elektromobily.
Studie OECD roku 2018 modelově analyzovala obsah nevýfukových emisí u vozů s bateriovým elektrickým pohonem a vozů se spalovacím motorem – tj. produkci prachových částic pocházejících z opotřebení silnice, pneumatik (roste s hmotností vozu, a tak je větší u elektromobilů) a vznikajících při brzdění (díky rekuperaci menší u elektromobilů o 25 % až 95 % podle různých zmíněných studií a k výpočtu použito snížení o 75 %):
|               | Vůz se spalovacím motorem (1453 kg) | Elektromobil s dojezdem 160 km (1517 kg) | Elektromobil s dojezdem 480 km (1949 kg) |
| ------------- | ----------------------------------- | ---------------------------------------- | ---------------------------------------- |
| částice PM2,5 | 0,0121–0,0165 g/km                  | 0,0100–0,0147 g/km (−12.8%)              | 0,0115–0,0169 g/km (+2.6%)               |
| částice PM10  | 0,0296 g/km                         | 0,0243–0,0244 g/km (−17.8%)              | 0,0270–0,0276 g/km (−6.5%)               |

Je třeba poznamenat, že výrobci elektromobilů postupně navyšují dojezd elektromobilů (aby se vyrovnal dojezdu aut se spalovacími motory) a tím i jejich hmotnost (emise). Roku 2020 měla většina elektromobilů dojezd 320 až 640 km (Tesla Model S s hmotností 2250 kg).
Roku 2023 ukázala studie z reálného provozu, že elektromobily produkují o 20 % více emisí z pneumatik než srovnatelná auta se spalovacími motory. Tomu odpovídá i to, že se pneumatiky na elektromobilech opotřebovávají o 20 % rychleji.

### Dojezd a dobíjení

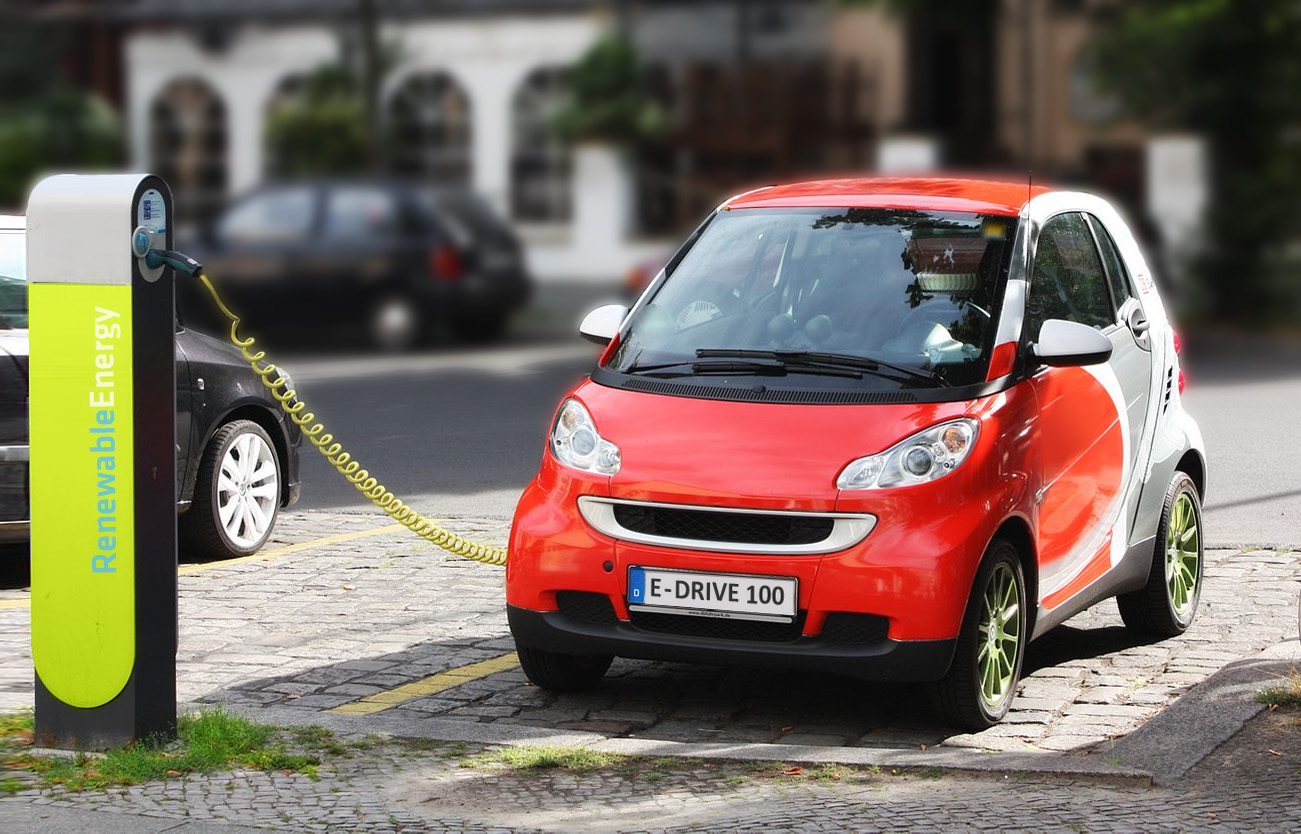
Nabíjení ve městě

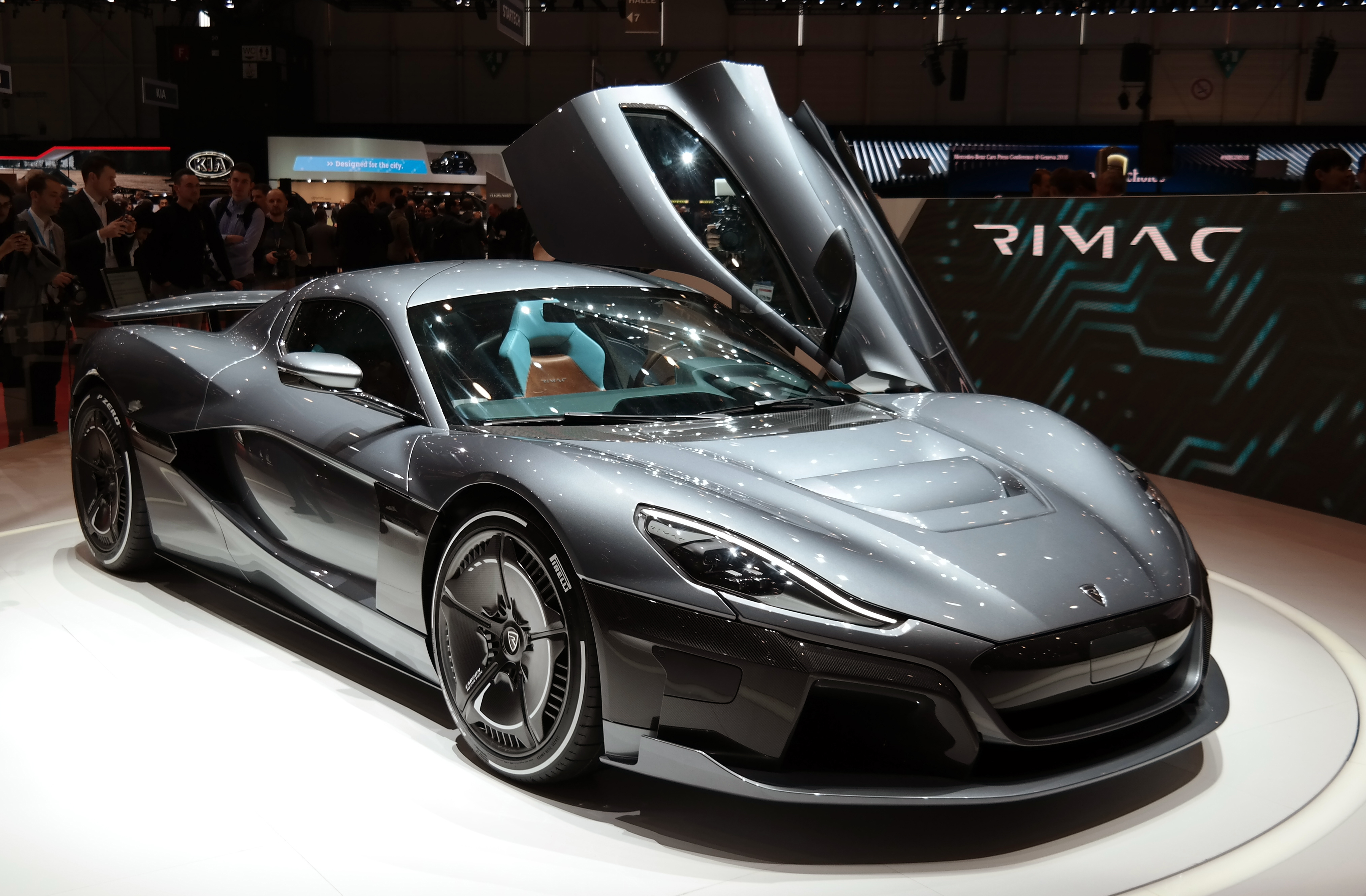
Sportovní elektromobil od chorvatského výrobce Rimac Automobili s výkonem 1408 kW má dojezd až 650 km se 120 kWh baterií.

Dojezd elektromobilu závisí na kapacitě akumulátoru. Roku 2020 se dojezdy elektromobilů pohybují převážně v rozsahu 200 až 600 km. Při teplotách −15 °C je ale dojezd zhruba o třetinu nižší.
Elektromobily lze nabíjet z jakýchkoliv zásuvek v budovách, garážích apod. Využít se dá běžné 230 V zásuvky, kde je nevýhodou je vysoká časová náročnost, nebo vícefázové 16 A zásuvky. Hodina dobíjení z vícefázové zásuvky zvýší dojezd elektromobilu až o 55 km. Další variantou je využití nabíjecích stanic, jejichž infrastruktura se rapidně rozšiřuje ve městech, v blízkosti silnic, v hromadných garážích apod.
Dne 13. května 2011 byla otevřena první dobíjecí stanice pro elektromobily v kraji Vysočina a zároveň v celé republice. Nachází se na 96. km dálnice D1. Volkswagen Group se spolu se automobilkami BMW, Daimler AG a Ford podílí na společném projektu pro výstavbu rychlonabíjecí vysokovýkonné sítě na důležitých evropských silnicích. V Česku má na základě této iniciativy do roku 2020 vzniknout 1200 nabíjecích stanic.
Skupina ČEZ provozuje v Česku síť nabíjecích stanic. Počet těchto stanic byl zhruba 85 v listopadu 2017 a do roku 2020 by se měl rozšířit o dalších 63.
Dobíjení akumulátorů lze provádět vysokým stejnosměrným napětím a vysokým proudem řádově v desítkách minut (výkon cca 100 kW). V tomto případě jde o rychlonabíječky (např. Superchargery od automobilky Tesla), kterých je v České republice spíše méně. V květnu 2012 se šest světových automobilových koncernů dohodlo na jednotném rozhraní pro rychlodobíjení.
Stále se rozšiřující síť nabíjecích stanic snižuje problém omezeného dojezdu některých elektromobilů. K říjnu 2019 bylo podle databáze Ministerstva průmyslu a obchodu v České republice 237 veřejných stanic, ale celkem je okolo 470 stanic. Celkový počet 470 stanic zahrnuje všechny dobíjecí stanice pro elektromobily, které jsou veřejně přístupné (veřejné dobíjecí stanice) a stanice, které jsou přístupné za určitých podmínek širšímu okruhu uživatelů (např. hotely, restaurace, sportoviště). Nejsou zahrnuty však dobíjecí stanice, které jsou určeny jen pro firemní zaměstnance. Mapu dostupných nabíjecích stanic pro elektromobily v ČR lze nalézt např. v aplikaci nabijto.cz. 

### Výrobní materiály a recyklace
Elektromobil potřebuje několikanásobně více minerálů než automobil se spalovacím motorem, což díky nutnosti těžby zasahuje více životní prostředí.
Komponenty elektromobilů jako magnety elektromotorů a některé typy baterií používají kovy vzácných zemin, jejichž těžba má často společenské i environmentální dopady a je náročná kvůli jejich vzácnosti. Těžba těchto materiálů i pro spotřební elektroniku jako laptopy či telefony je politicky kontroverzní a výrobci jako řešení vyvíjí baterie s chemickým složením, které mají za cíl minimalizovat potřebu pro vzácné kovy ve výrobě. K těmto patří např. společnosti Samsung SDI a LG Chem vyvíjející baterie, jež využívají nikl místo kobaltu. Mezi další již testované alternativy patří nikl-zinková baterie, která využívá běžné kovy a stabilnější materiály bez oxidu hořečnatého, kadmia, manganu a kobaltu pro baterie s houbovitými silikonovými elektrodami.
Recyklace baterií s prošlou životností je vznikající trh se značnými zdroji materiálů na výrobu nových baterií od 20. let 21. století.

### Pohon
První pokusy o elektromobil pochází z roku 1835 (48 let před vynálezem benzínového motoru) nezávisle na sobě v Itálii a Nizozemí. Na přelomu 19. a 20. století představil v Čechách František Křižík elektrický vůz Laurin & Klement a pracoval na něm i Ferdinand Porsche. Ještě v roce 1900 jezdilo v USA více elektromobilů, než vozů se spalovacím motorem. Rychlost 100 km/h pokořil jako první elektromobil. Všechny zmíněné elektromobily používaly olověný akumulátor, takže měly krátký dojezd a vysokou hmotnost. Rozvoj elektromobilů umožnily pokroky v regulaci provozu motorů (střídač) a hromadná výroba laciných a velmi silných neodymových magnetů.
Dříve byl na výběr pohonu elektromobilů stejnosměrný (běžně označováno jako DC motor) nebo střídavý (AC motor) motor. Novým typem je elektronicky komutovaný motor (EC motor), který pomocí elektronického řídícího systému dosahuje vysokých výkonů i účinnosti. Konkrétně je používán asynchronní motor a třífázový synchronní motor, často s permanentními magnety, případně jejich variace.

### Výkon pohonu
V roce 2024 uvádějí automobilky u elektromobilů maximální výkon použitých elektromotorů. Jmenovitý výkon může být však i pouze třetinový (tj. trvale dosažitelný výkon, pro který byl motor navržen a s kterým má typicky nejvyšší účinnost). Maximální výkon lze obvykle využít jen po omezený čas (u některých elektromobilů i jen 10 sekund). Někteří výrobci udávají „výkon udržitelný po 30 minut“. Například vůz Škoda Enyaq 85, který „dosahuje 180 km/h při 10 400 ot/min, má špičkový výkon dostupný v rozmezí 3 600 až 6 500 ot/min, což odpovídá rychlosti 65 až 115 km/h“.

### Další technologie
Moderní elektromobily mohou nejen jezdit, ale také poskytovat energii pro domácnosti a elektrickou síť díky technologiím V2L, V2H a V2G. V2L (Vehicle-to-Load) umožňuje využít baterii elektromobilu k napájení externích zařízení, jako jsou spotřebiče nebo nářadí. Tato funkce je užitečná například při kempování nebo během výpadku elektrické energie. V2H umožňuje použít energii z baterie elektromobilu k napájení domácnosti. Může sloužit jako záložní zdroj při výpadcích proudu nebo ke snížení nákladů na elektřinu během špiček. V2G umožňuje elektromobilům vracet energii zpět do elektrické sítě. Tímto způsobem mohou pomáhat stabilizovat síť a majitelé elektromobilů mohou vydělávat prodejem přebytečné energie. Tyto technologie by v budoucnosti mohly pomoci stabilizovat elektrickou síť.

## Nevýhody
Nevýhody elektromobilů oproti autům se spalovacími motory jsou následující:
- vyšší pořizovací cena (i u ojetých automobilů)[93]
- vyšší cena pojištění (těžší auto způsobí větší škody, častější totální škoda z důvodu poškození akumulátorů)[94]
- vyšší hmotnost[95] (při stejném výkonu) a tak i často větší hluk oproti novým autům se spalovacím motorem[96]
- kratší dojezd[97][chybí lepší zdroj]
- udávaný výkon pohonné jednotky je maximální, nikoliv trvalý (jmenovitý je i pouze třetinový)[91]
- udávaný (maximální) výkon je dostupný jen při určitých rychlostech (Škoda Enyaq 85 v rozmězí 65 až 115 km/h),[91] protože elektromobily mají pouze jednostupňovou převodovku[98]
- menší spolehlivost – nutnost více oprav[99][chybí lepší zdroj]
- nutnost karantény (například 2 dny),[100] když je podezření na poškození baterie (až poté je možno zahájit opravu)
- méně snadné hašení požárů[101] s horšími následky
- vyšší emise při výrobě, které se provozem vyrovnají celkovým emisím pro auta se spalovacími motory po nájezdu 60 až 120 tisíc km,[102][103] takže je často z hlediska emisí lepší nejprve ukončit životní cyklus auta se spalovacím motorem, než si ihned pořídit elektromobil (či jakýkoli jiný automobil).[zdroj?]
- rychlejší opotřebení pneumatik,[104][105] což způsobuje i větší nevýfukové emise[106]
- ztráta akceschopnosti (v případě katastrof, války)[107][108]
- díky bateriím umístěným v podlaze elektromobilu (zvýšené podlaze) je nutno zvýšit strop (zvětšit ale odpor vzduchu), pokud se konstrukce má vyrovnat s nižší vnitřní výškou pro sezení[zdroj?]
- elektomobily způsobují v poměru ke kumulativnímu nájezdu v městském prostředí zhruba dvakrát více úmrtí chodců než auta se spalovacím motorem.[109]

## Typy elektrických vozů

### Elektrobus

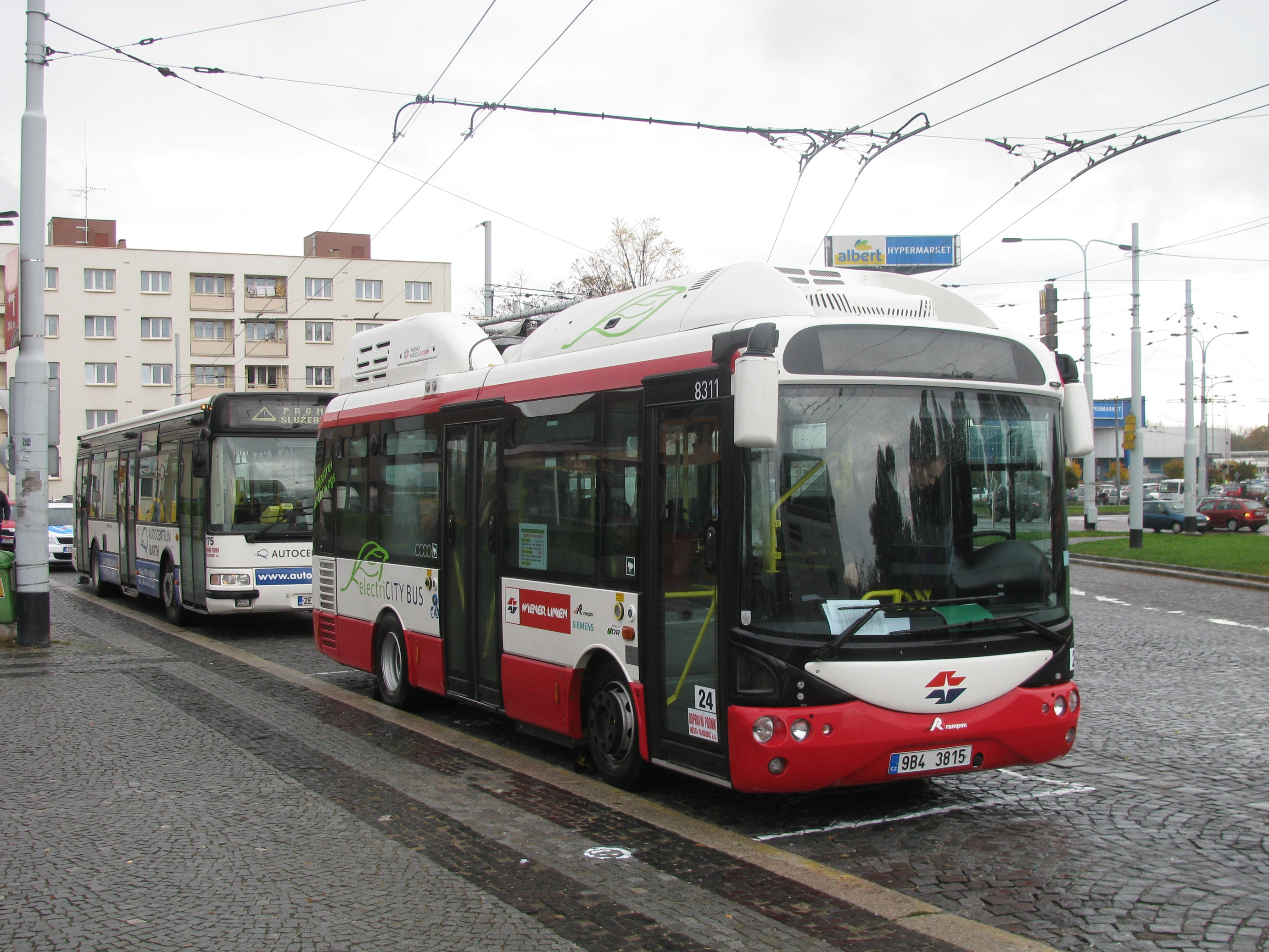
Elektrobus Rampini-Siemens, vybavený možností nabíjení z trolejbusového trakčního vedení, při předvádění s cestujícími v Pardubicích

Jednou z variant elektromobilu je i elektrobus, elektrický autobus. První elektrobus na pravidelné lince jezdil v Santa Barbaře v Kalifornii, první evropský elektrobus na pravidelné lince jezdil ve Znojmě. Vyvinula jej společnost ČAS-service (též jeho provozovatel) s využitím karoserie trolejbusu Škoda 21Tr. Výrobce plánoval od roku 2004 výrobu i pro další dopravce, avšak vzhledem k dotační politice Ministerstva dopravy ČR, které dopravci v rámci programu obnovy vozidel přispívala 30 až 40 % na trolejbusy a nízkopodlažní autobusy, zatímco dotaci na elektrobusy údajně neumožňuje, nebyla výroba zahájena. V roce 2008 již je v dotačním programu na vozidla MHD obsažena fixní dotace 1,2 milionu Kč na nízkopodlažní elektrobus délky do 11 metrů, s fixním navýšením 0,6 milionu za elektrický pohon.
V roce 2010 vyrobila elektrobus i společnost SOR Libchavy a označila jej jako SOR EBN 10,5. Na něj posléze navázaly další modely. Kromě SORu vyrábí elektrobusy v České republice firma EVC Group, která i dodává bateriové boxy do elektrobusů SOR. Slovenské midibusy Rošero First jsou rovněž vyráběny v elektrické variantě.
V Evropě jsou další výrobci, např. Solaris nebo italská společnost BredaMenarinibus.

### Elektrický motocykl

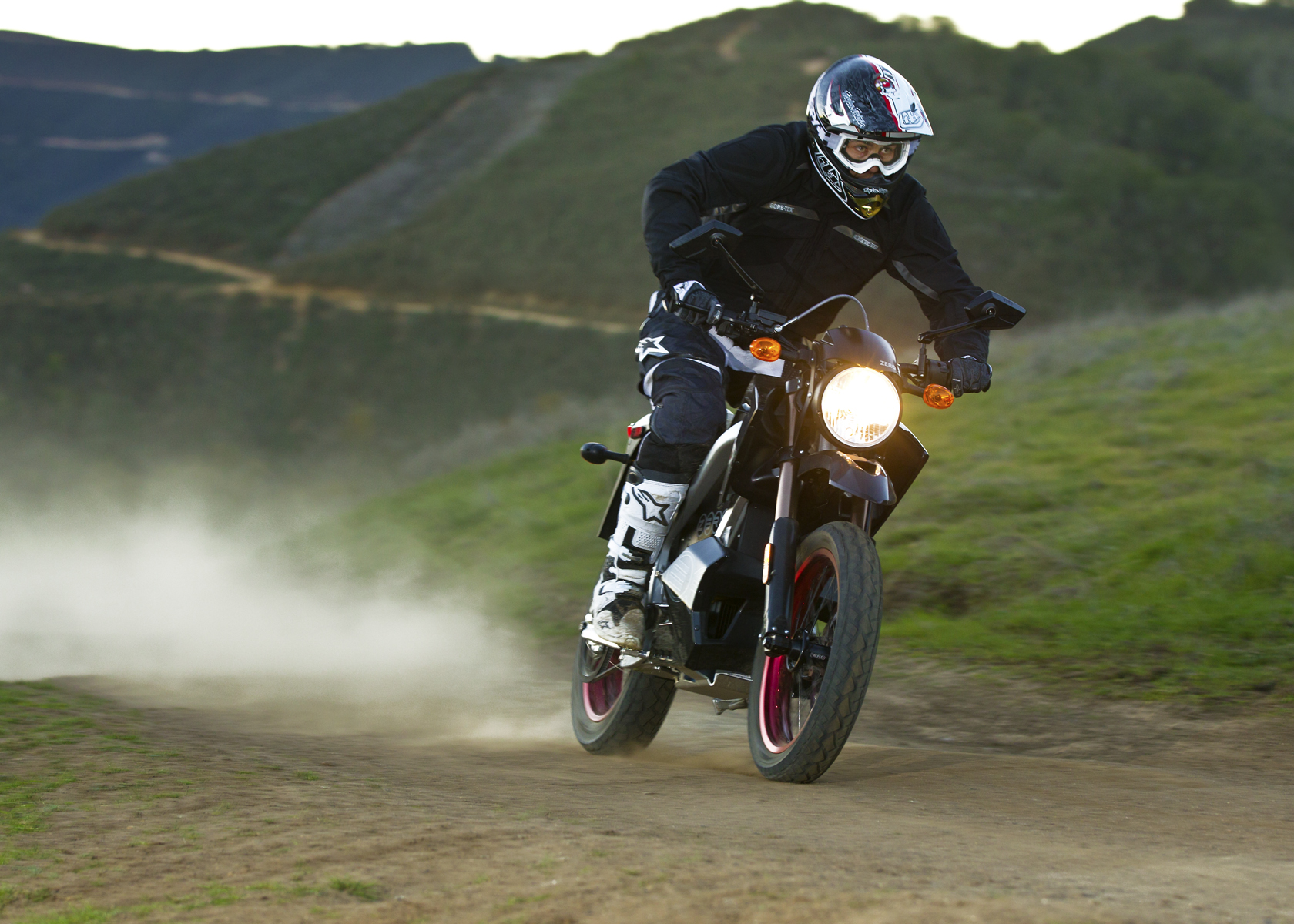
Elektrický motocykl značky Zero Motorcycles

### Elektrická kapotovaná tříkolka

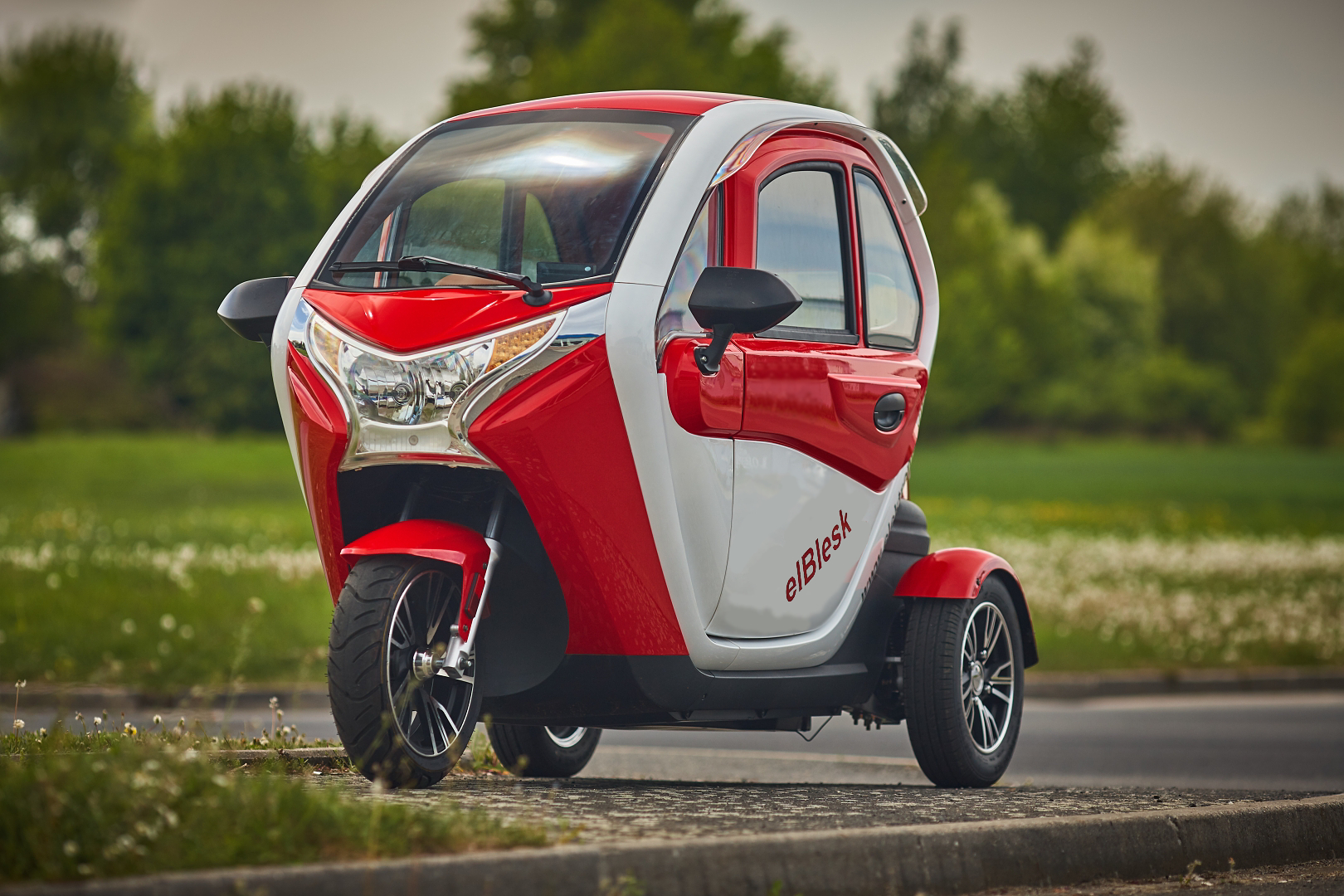
Elektrická kapotovaná tříkolka, na obrázku model v provedení od projektu elBlesk

Moderní přístup k elektromobilitě často uvažuje menší vozy s nízkou celkovou spotřebou energie a z toho plynoucí levný a ekologický provoz. Jedním ze zástupců takové úvahy jsou například elektrické kapotované tříkolky, které nabízí dvě místa k sezení a často omezený nákladový prostor. Hlavní myšlenkou zmíněných tříkolek je poskytnout pohodlnou dopravu po městských a příměstských částech. Na krátké vzdálenosti taková vozidla poskytují dostatečný komfort a vzhledem k rozměrům nabízí výhodu v parkovacích možnostech, kdy lze navíc parkovat na podélném stání v kolmém směru. Nespornou výhodou je pak možnost dobíjení z klasických zásuvek 230V s časem nabíjení pohybujícím se mezi 1 až 8 hodinami v závislosti na použitém typu baterií. Náklady na ujetý jeden kilometr se pak mohou dostat i pod deset haléřů (10 Kč/100 km). 

## Kontroverze
I malá nehoda, která způsobí drobné poškození akumulátoru, může znamenat, že je auto na odpis (neopravitelně poškozené), což narušuje představy o udržitelnosti, pozitivního vlivu na životní prostředí a cirkulární ekonomice. Důvodem je skutečnost, že vyrobení elektromobilu produkuje mnohem vyšší emise CO2 než u vyrobení spalovacího auta, a teprve později se u elektromobilu kompenzují tím, že má nižší emise při ježdění. Pokud je však elektroauto vyřazeno s malým nájezdem kilometrů, ke kompenzaci nedojde a elektroauto je větší zátěží pro životní prostředí, než automobil na fosilní paliva.
Mezi nejdůležitější suroviny pro výrobu baterií do elektromobilů patří lithium, nikl, kobalt a grafit. Těžba niklu v povrchových dolech je jednou z hlavních příčin kácení tropických deštných lesů v Indonésii, která je největším světovým producentem niklu. Při těžbě kobaltu v Kongu, které dodává více než dvě třetiny kobaltu na světě, jsou káceny deštné lesy a využívána dětská práce.

## Motorsport
Elektromobily závodí v kategorii formulí již do roku 2014. Závody Formula E se konají po celém světě a účastní se jich speciální elektromobily určené pro okruhové závody. Generálním partnerem a také společností zajišťující nabíjení závodních vozů je ABB. Těchto závodů se účastní Jaguar, BMW, Mercedes-Benz, Nissan, DS, Porsche a Audi.

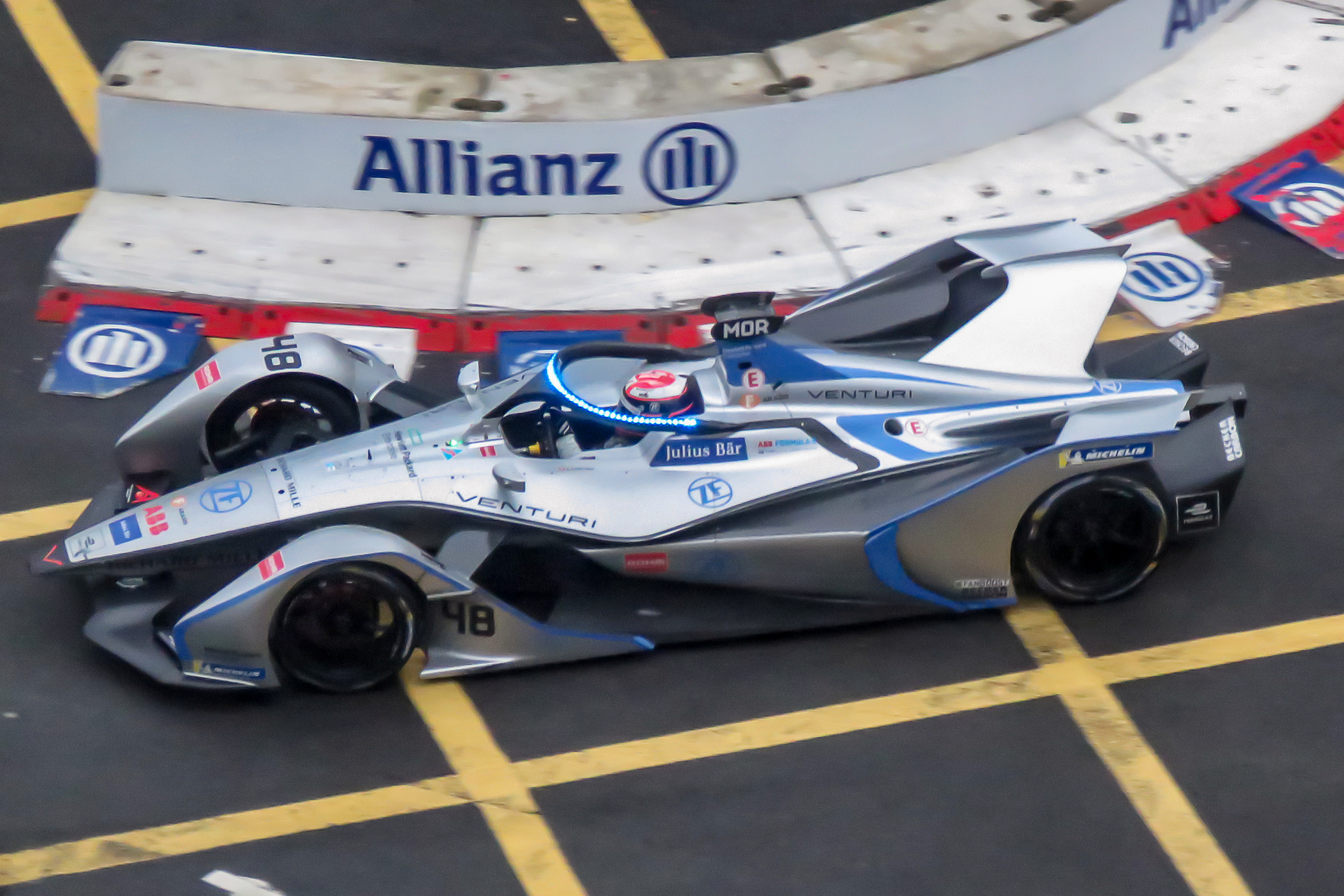
Druhá generace monopostu Formule E v březnu 2019

6 Největších Výhod a Nevýhod Elektromobilů.
Od roku 2018 se jezdí i mistrovství světa cestovních elektromobilů.
V roce 2020 vzniklo také rallye elektromobilů, které se nazývá EXTREME E. První automobilka, která se tohoto rallye účastnila byla automobilka Cupra se svým novým SUV. Tyto závody se budou konat na místech, kde teploty dosahují nejextrémnějších hodnot a také na místech, ktará jsou negativně ovlivněna činností člověka a změnami klimatu - závod se tedy pojede na ledovcích, v poušti nebo v pralese. Tyto závody bude vysílat Discovery channel. První ročník se bude konat v roce 2021. Cílem organizátorů je také vytvořit moderní závod, který by do aktivit a závodu zapojil i fanoušky, například přes interaktivní aplikaci. Tento závod má bát i genderově vyvážený, proto za každý tým musí nastupovat jeden jezdec a jedna jezdkyně. Ve zbytku týmu (mechanici, technici apod.) musí být také zastoupena obě pohlaví stejnou měrou.